# It's a Heartache (sång)
It's a Heartache är en countryrocklåt som spelades in av såväl Juice Newton och Bonnie Tyler 1977, och båda versionerna låg på listorna i USA. Låten spelades också in av Ronnie Spector från Ronettes 1978, men den blev ingen större hitlåt. Som låtskrivare anges Ronnie Scott & Steve Wolfe, som blev Tylers managers, låtskrivare och producenter då de såg henne i Wales 1976.
Bonnie Tylers inspelning, som producerades av David Mackay, visade sig bli den mest framgångsrika, med topplaceringen #4 i Storbritannien och #3 i USA (där den också blev en topp 10-hit på countrylistorna), och #1 i flera Europeiska länder och Australien.
Juice Newtons version släpptes 1977 på den internationella versionen av albumet "Come to Me". Singeln certifierades med en guldskiva i Mexiko, och Newtons version nådde topplaceringen #86 på den amerikanska singellistan Billboard Hot 100.

## Övriga versioner
Sedan 1977 har låten tolkats ett tjugotal gånger. Den låg 1978 på livealbumet av David Johansen från New York Dolls, The David Johansen Group Live. Countryrockgruppen Dave & Sugar släppte en cover 1981, som nådde topplaceringen #32 på countrylistorna. Randy Vanwarmer hade med låten på albumet I am 1988. Trick Pony spelade in låten på albumet R.I.D.E., och släppte sin version 2005, med topplaceringen #22 på samma listan. En version av låten finns på Arab Straps Ten Years of Tears. Rod Stewart har framfört låten live sedan inspelningen på albumet Still the Same… Great Rock Classics of Our Time 2006. År 2009 spelades den in av Jill Johnson på albumet Music Row II. Det finns också en tyskspråkig version, "Lass mein Knie, Joe", insjungen av norska sångerskan Wenche Myhre 1978.
Monica Forsberg skrev en text på svenska vid namn "Om du går nu", inspelad av svenska dansband som Thorleifs på albumet Kurragömma 1978, Jigs på Goa bitar 7, också 1978, och av Vikingarna på Kramgoa låtar samma år. Det har också skrivits en kampsång åt IFK Göteborg av melodin. "Bara Blåvitt".[källa behövs]

## Listplaceringar

### Juice Newton
| Lista (1978)           | Topplacering |
| ---------------------- | ------------ |
| USA Billboard Hot 100  | 86           |
| Kanada RPM Top Singles | 91           |

### Bonnie Tyler
| Lista (1978)                      | Topplacering |
| --------------------------------- | ------------ |
| Frankrike                         | 1            |
| Sverige                           | 1            |
| Norge                             | 1            |
| Australien                        | 1            |
| Nya Zeeland                       | 1            |
| Kanada RPM Top Singles            | 1            |
| Kanada RPM Adult Contemporary     | 1            |
| Kanada RPM Country Tracks         | 2            |
| Sydafrika                         | 2            |
| Västtyskland                      | 2            |
| Schweiz                           | 3            |
| Österrike                         | 3            |
| Nederländerna                     | 5            |
| USA Billboard Hot 100             | 3            |
| Irland                            | 3            |
| Storbritannien                    | 4            |
| USA Billboard Hot Country Singles | 10           |

### Dave & Sugar
| Lista (1981)                      | Topplacering |
| --------------------------------- | ------------ |
| USA Billboard Hot Country Singles | 32           |
| Kanada RPM Country Tracks         | 37           |

### Trick Pony
| Lista (2005)                    | Topplacering |
| ------------------------------- | ------------ |
| USA Billboard Hot Country Songs | 22           |

### Fotnoter
1. 1 2  ”It's a Heartache” (på engelska). secondhandsongs.com. https://secondhandsongs.com/work/6872/versions#nav-entity. Läst 26 juli 2019.
2. ↑  Information i Svensk mediedatabas.
3. ↑  Information i Svensk mediedatabas.
4. ↑  Information i Svensk mediedatabas.
5. ↑  Information i Svensk mediedatabas.
6. ↑  ”Hot 100 April 22, 1978” (på engelska). Billboard. 22 april 1978. https://www.billboard.com/charts/hot-100/1978-04-22. Läst 25 juli 2019.
7. ↑  ”RPM Top Singles - Volume 29, No. 5 Apr 29, 1978” (på engelska). Library and Archives Canada. http://www.collectionscanada.gc.ca/obj/028020/f2/nlc008388.5486b.pdf.
8. ↑  ”Bonnie Tyler - It's A Heartache” (på engelska). swedishcharts.com. Hung Medien. https://swedishcharts.com/showitem.asp?interpret=Bonnie+Tyler&titel=It%27s+A+Heartache&cat=s.
9. ↑  ”Bonnie Tyler - It's A Heartache” (på engelska). norwegiancharts.com. Hung Medien. https://norwegiancharts.com/showitem.asp?interpret=Bonnie+Tyler&titel=It%27s+A+Heartache&cat=s.
10. ↑  ”Bonnie Tyler - It's A Heartache” (på engelska). charts.nz. Hung Medien. https://charts.nz/showitem.asp?interpret=Bonnie+Tyler&titel=It%27s+A+Heartache&cat=s.
11. ↑  ”Top Singles - Volume 29, No. 15 Jul 08, 1978” (på engelska). Library and Archives Canada. http://www.collectionscanada.gc.ca/obj/028020/f2/nlc008388.4614a.pdf.
12. ↑  ”Adult Contemporary - Volume 29, No. 14 Jul 01, 1978” (på engelska). Library and Archives Canada. http://www.collectionscanada.gc.ca/obj/028020/f2/nlc008388.4609.pdf.
13. ↑  ”Country Singles - Volume 29, No. 16 Jul 15, 1978” (på engelska). Library and Archives Canada. http://www.collectionscanada.gc.ca/obj/028020/f2/nlc008388.4600.pdf.
14. ↑  ”Bonnie Tyler - It's A Heartache” (på tyska). offiziellecharts.de. Gfk Entertainment. https://www.offiziellecharts.de/titel-details-489. Läst 26 juli 2019.
15. ↑  ”Bonnie Tyler - It's A Heartache” (på tyska). hitparade.ch. Hung Medien. https://hitparade.ch/song/Bonnie-Tyler/It's-A-Heartache-489.
16. ↑  ”Bonnie Tyler - It's A Heartache” (på tyska). austriancharts.at. Hung Medien. https://austriancharts.at/showitem.asp?interpret=Bonnie+Tyler&titel=It%27s+A+Heartache&cat=s.
17. ↑  ”Bonnie Tyler - It's A Heartache” (på tyska). dutchcharts.nl. Hung Medien. https://dutchcharts.nl/showitem.asp?interpret=Bonnie+Tyler&titel=It%27s+A+Heartache&cat=s.
18. ↑  ”Hot 100 July 1, 1978” (på engelska). Billboard. 1 juli 1978. https://www.billboard.com/charts/hot-100/1978-07-01. Läst 26 juli 2019.
19. ↑  ”The Irish Charts” (på engelska). irishcharts.ie. Fireball Media. http://www.irishcharts.ie/search/placement. Läst 26 juli 2019.
20. ↑  ”Bonnie Tyler – Chart History” (på engelska). The Official UK Charts Company. https://www.officialcharts.com/artist/15937/bonnie-tyler/. Läst 26 juli 2019.
21. ↑  ”Hot Country Songs June 24, 1978” (på engelska). Billboard. 24 juni 1978. https://www.billboard.com/charts/country-songs/1978-06-24. Läst 26 juli 2019.
22. ↑  ”Hot Country Songs March 21, 1981” (på engelska). Billboard. 21 mars 1981. https://www.billboard.com/charts/country-songs/1981-03-21. Läst 26 juli 2019.
23. ↑  ”Country Singles - Volume 34, No. 16 Mar 28, 1981” (på engelska). Library and Archives Canada. http://www.collectionscanada.gc.ca/obj/028020/f2/nlc008388.0316.pdf.
24. ↑  ”Hot Country Songs August 06, 2005” (på engelska). Billboard. 6 augusti 2005. https://www.billboard.com/charts/country-songs/2005-08-06. Läst 25 juli 2019.

- Listor över hela världen, singelförsäljning eller radiospeltid

Den här artikeln är helt eller delvis baserad på material från engelskspråkiga Wikipedia.